# Litwa na Letnich Igrzyskach Olimpijskich 2020
Litwa na Letnich Igrzyskach Olimpijskich 2020 – reprezentacja Litwy na Letnich Igrzyskach Olimpijskich 2020 rozegranych w dniach 23 lipca–8 sierpnia 2021 roku w Tokio.

## Medaliści
| Medal | Zawodnik           | Dyscyplina           | Konkurencja    | Data       |
| ----- | ------------------ | -------------------- | -------------- | ---------- |
|       | Laura Asadauskaitė | pięciobój nowoczesny | Turniej kobiet | 6 sierpnia |

## Kadra
Litwę reprezentowało 39 zawodników, z czego 24 mężczyzn i 15 kobiet.
| Dyscyplina            | M  | K  | Razem |
| --------------------- | -- | -- | ----- |
| Gimnastyka sportowa   | 1  | 0  | 1     |
| Judo                  | 0  | 1  | 1     |
| Kajakarstwo klasyczne | 1  | 0  | 1     |
| Kolarstwo szosowe     | 1  | 1  | 2     |
| Kolarstwo torowe      | 0  | 2  | 2     |
| Lekkoatletyka         | 6  | 5  | 11    |
| Pięciobój nowoczesny  | 1  | 2  | 3     |
| Pływanie              | 3  | 1  | 4     |
| Podnoszenie ciężarów  | 1  | 0  | 1     |
| Strzelectwo           | 1  | 0  | 1     |
| Wioślarstwo           | 7  | 2  | 9     |
| Zapasy                | 1  | 0  | 1     |
| Żeglarstwo            | 1  | 1  | 2     |
| Razem                 | 24 | 15 | 39    |

| Zawodnik              | Data urodzenia           | Dyscyplina            |
| --------------------- | ------------------------ | --------------------- |
| Aurimas Adomavičius   | 23 września 1993(dts)    | Wioślarstwo           |
| Juozas Bernotas       | 23 kwietnia 1989(dts)    | Żeglarstwo            |
| Martynas Džiaugys     | 8 listopada 1986(dts)    | Wioślarstwo           |
| Karolis Girulis       | 1 listopada 1986(dts)    | Strzelectwo           |
| Adrijus Glebauskas    | 20 listopada 1994(dts)   | Lekkoatletyka         |
| Mindaugas Griškonis   | 17 stycznia 1986(dts)    | Wioślarstwo           |
| Andrius Gudžius       | 14 lutego 1991(dts)      | Lekkoatletyka         |
| Dominykas Jančionis   | 28 lutego 1993(dts)      | Wioślarstwo           |
| Armandas Kelmelis     | 22 marca 1998(dts)       | Wioślarstwo           |
| Justinas Kinderis     | 24 maja 1987(dts)        | Pięciobój nowoczesny  |
| Mantas Knystautas     | 20 maja 1994(dts)        | Zapasy                |
| Mindaugas Maldonis    | 30 marca 1991(dts)       | Kajakarstwo klasyczne |
| Arturas Mastianica    | 30 lipca 1992(dts)       | Lekkoatletyka         |
| Edis Matusevičius     | 30 czerwca 1996(dts)     | Lekkoatletyka         |
| Dovydas Nemeravičius  | 11 grudnia 1996(dts)     | Wioślarstwo           |
| Danas Rapšys          | 21 maja 1995(dts)        | Pływanie              |
| Saulius Ritter        | 23 sierpnia 1988(dts)    | Wioślarstwo           |
| Arnas Šidiškis        | 5 lipca 1990(dts)        | Podnoszenie ciężarów  |
| Andrius Šidlauskas    | 6 kwietnia 1997(dts)     | Pływanie              |
| Evaldas Šiškevicius   | 30 grudnia 1988(dts)     | Kolarstwo szosowe     |
| Giedrius Titenis      | 21 lipca 1989(dts)       | Pływanie              |
| Gediminas Truskauskas | 2 stycznia 1998(dts)     | Lekkoatletyka         |
| Robert Tworogal       | 5 października 1994(dts) | Gimnastyka sportowa   |
| Marius Žiūkas         | 29 czerwca 1985(dts)     | Lekkoatletyka         |

| Zawodniczka           | Data urodzenia        | Dyscyplina           |
| --------------------- | --------------------- | -------------------- |
| Viktorija Andrulytė   | 16 kwietnia 1992(dts) | Żeglarstwo           |
| Laura Asadauskaitė    | 28 lutego 1984(dts)   | Pięciobój nowoczesny |
| Sandra Jablonskytė    | 8 maja 1992(dts)      | Judo                 |
| Liveta Jasiūnaitė     | 26 lipca 1994(dts)    | Lekkoatletyka        |
| Donata Karalienė      | 11 czerwca 1989(dts)  | Wioślarstwo          |
| Simona Krupeckaitė    | 13 grudnia 1982(dts)  | Kolarstwo torowe     |
| Rasa Leleivytė        | 22 lipca 1988(dts)    | Kolarstwo szosowe    |
| Miglė Marozaitė       | 10 marca 1996(dts)    | Kolarstwo torowe     |
| Airinė Palšytė        | 13 lipca 1992(dts)    | Lekkoatletyka        |
| Agnė Šerkšnienė       | 18 lutego 1998(dts)   | Lekkoatletyka        |
| Kotryna Teterevkova   | 23 stycznia 2002(dts) | Pływanie             |
| Milda Valčiukaitė     | 24 maja 1994(dts)     | Wioślarstwo          |
| Gintarė Venčkauskaitė | 4 listopada 1992(dts) | Pięciobój nowoczesny |
| Brigita Virbalytė     | 1 lutego 1985(dts)    | Lekkoatletyka        |
| Diana Zagainova       | 20 czerwca 1997(dts)  | Lekkoatletyka        |

## Wyniki

### Gimnastyka
| Zawodnik        | Konkurencja                 | Kwalifikacje | Kwalifikacje | Kwalifikacje | Kwalifikacje | Kwalifikacje | Kwalifikacje | Kwalifikacje | Kwalifikacje | Finał    | Finał    | Finał    | Finał    | Finał    | Finał    | Finał | Finał   | Źródło |
| Zawodnik        | Konkurencja                 | Przyrząd     | Przyrząd     | Przyrząd     | Przyrząd     | Przyrząd     | Przyrząd     | Razem        | Pozycja      | Przyrząd | Przyrząd | Przyrząd | Przyrząd | Przyrząd | Przyrząd | Razem | Pozycja | Źródło |
| Zawodnik        | Konkurencja                 | F            | PH           | R            | V            | PB           | HB           | Razem        | Pozycja      | F        | PH       | R        | V        | PB       | HB       | Razem | Pozycja | Źródło |
| --------------- | --------------------------- | ------------ | ------------ | ------------ | ------------ | ------------ | ------------ | ------------ | ------------ | -------- | -------- | -------- | -------- | -------- | -------- | ----- | ------- | ------ |
| Robert Tworogal | wielobój indywidualnie      | 13,633       | 12,100       | 13,300       | 13,933       | 14,500       | 12,766       | 80,232       | 46.          | NQ       | NQ       | NQ       | NQ       | NQ       | NQ       | NQ    | NQ      | [ 2 ]  |
| Robert Tworogal | ćwiczenia wolne             | 13,633       | N/A          | N/A          | N/A          | N/A          | N/A          | 13,633       | 41.          | NQ       | NQ       | NQ       | NQ       | NQ       | NQ       | NQ    | NQ      | [ 2 ]  |
| Robert Tworogal | ćwiczenia na poręczach      | N/A          | N/A          | N/A          | N/A          | 14,500       | N/A          | 14,500       | 32.          | NQ       | NQ       | NQ       | NQ       | NQ       | NQ       | NQ    | NQ      | [ 2 ]  |
| Robert Tworogal | ćwiczenia na drążku         | N/A          | N/A          | N/A          | N/A          | N/A          | 12,766       | 12,766       | 57.          | NQ       | NQ       | NQ       | NQ       | NQ       | NQ       | NQ    | NQ      | [ 2 ]  |
| Robert Tworogal | ćwiczenia na koniu z łękami | N/A          | 12,100       | N/A          | N/A          | N/A          | N/A          | 12,100       | 66.          | NQ       | NQ       | NQ       | NQ       | NQ       | NQ       | NQ    | NQ      | [ 2 ]  |
| Robert Tworogal | ćwiczenia na kółkach        | N/A          | N/A          | 13,300       | N/A          | N/A          | N/A          | 13,300       | 48.          | NQ       | NQ       | NQ       | NQ       | NQ       | NQ       | NQ    | NQ      | [ 2 ]  |
| Robert Tworogal | skok                        | N/A          | N/A          | N/A          | 13,666       | N/A          | N/A          | 13,666       | 18.          | NQ       | NQ       | NQ       | NQ       | NQ       | NQ       | NQ    | NQ      | [ 2 ]  |

### Judo
| Zawodnik           | Konkurencja | 1/16                | 1/8                 | Ćwierćfinał         | Półfinał            | Repasaże            | Finał / 3.miejsce   | Finał / 3.miejsce | Źródła |
| Zawodnik           | Konkurencja | Przeciwniczka Wynik | Przeciwniczka Wynik | Przeciwniczka Wynik | Przeciwniczka Wynik | Przeciwniczka Wynik | Przeciwniczka Wynik | Pozycja           | Źródła |
| ------------------ | ----------- | ------------------- | ------------------- | ------------------- | ------------------- | ------------------- | ------------------- | ----------------- | ------ |
| Sandra Jablonskytė | +78 kg (k)  | Maranić P 11-00     | Dicko P 00-10       | NQ                  | NQ                  | NQ                  | NQ                  | 9.                | [ 3 ]  |

### Kajakarstwo
| Zawodnik           | Konkurencja   | Eliminacje | Eliminacje | Ćwierćfinały | Ćwierćfinały | Półfinały | Półfinały | Finał A/B | Finał A/B  | Pozycja | Źródło |
| Zawodnik           | Konkurencja   | Czas       | Pozycja    | Czas         | Pozycja      | Czas      | Pozycja   | Czas      | Pozycja    | Pozycja | Źródło |
| ------------------ | ------------- | ---------- | ---------- | ------------ | ------------ | --------- | --------- | --------- | ---------- | ------- | ------ |
| Mindaugas Maldonis | K-1 200 m (m) | 35,650     | 3.         | 35,466       | 1.           | 36,637    | 8.        | 36,257    | 2. Finał B | '10.    | [ 4 ]  |

### Kolarstwo

#### Kolarstwo szosowe
| Zawodnik            | Konkurencja                    | Czas    | Pozycja | Źródło |
| ------------------- | ------------------------------ | ------- | ------- | ------ |
| Evaldas Šiškevicius | wyścig ze startu wspólnego (m) | DNF     | DNF     | [ 5 ]  |
| Rasa Leleivytė      | wyścig ze startu wspólnego (k) | 3:59:47 | 35.     | [ 6 ]  |

#### Kolarstwo torowe
Sprint
| Zawodnik                           | Konkurencja       | Kwalifikacje  | Kwalifikacje    | Runda 1            | Repasaże 1 Runda             | Runda 2         | Repasaże 2 Runda | Runda 3         | Repasaże 3 Runda | Ćwierćfinały    | Półfinały       | Finał           | Finał   | Źródło |
| Zawodnik                           | Konkurencja       | Czas Prędkość | Przeciwnik Czas | Pozycja            | Przeciwnik Czas              | Przeciwnik Czas | Przeciwnik Czas  | Przeciwnik Czas | Przeciwnik Czas  | Przeciwnik Czas | Przeciwnik Czas | Przeciwnik Czas | Pozycja | Źródło |
| ---------------------------------- | ----------------- | ------------- | --------------- | ------------------ | ---------------------------- | --------------- | ---------------- | --------------- | ---------------- | --------------- | --------------- | --------------- | ------- | ------ |
| Simona Krupeckaitė                 | indywidualnie (k) | 10,706 67,252 | 16.             | Lee Wai Sze 11,298 | Marozaitė Kobayashi 11,387   | NQ              | NQ               | NQ              | NQ               | NQ              | NQ              | NQ              | 19.     | [ 7 ]  |
| Miglė Marozaitė                    | indywidualnie (k) | 11,031 65,271 | 24.             | Friedrich 11,596   | Krupeckaitė Kobayashi 11,620 | NQ              | NQ               | NQ              | NQ               | NQ              | NQ              | NQ              | 24.     | [ 7 ]  |
| Miglė Marozaitė Simona Krupeckaitė | drużynowo (k)     | 33,276        | 7.              | N/A                | N/A                          | N/A             | N/A              | N/A             | N/A              | N/A             | Chiny · 32,827  | Meksyk · 32,808 | 5.      | [ 7 ]  |

Keirin
| Zawodnik           | Konkurencja | Runda 1 | Repesaż | Ćwierćfinał | Półfinał | Finał   | Pozycja | Źródło |
| Zawodnik           | Konkurencja | Miejsce | Miejsce | Miejsce     | Miejsce  | Miejsce | Pozycja | Źródło |
| ------------------ | ----------- | ------- | ------- | ----------- | -------- | ------- | ------- | ------ |
| Simona Krupeckaitė | kobiety     | 6.      | 3.      | NQ          | NQ       | NQ      | 19.     | [ 7 ]  |
| Miglė Marozaitė    | kobiety     | 6.      | 5.      | NQ          | NQ       | NQ      | 27.     | [ 7 ]  |

Omnium
| Zawodnik          | Konkurencja | Scratch | Scratch | Wyścig tempowy | Wyścig tempowy   | Wyścig tempowy | Wyścig eliminacyjny | Wyścig eliminacyjny | Wyścig punktowy | Wyścig punktowy | Wyścig punktowy | Suma punktów | Pozycja | Źródło |
| Zawodnik          | Konkurencja | Miejsce | Punkty  | Miejsce        | Punkty wyścigowe | Punkty         | Miejsce             | Punkty              | Sprint          | Okrążenia       | Miejsce         | Suma punktów | Pozycja | Źródło |
| ----------------- | ----------- | ------- | ------- | -------------- | ---------------- | -------------- | ------------------- | ------------------- | --------------- | --------------- | --------------- | ------------ | ------- | ------ |
| Olivija Baleišyte | kobiety     | 13.     | 16      | 17.            | -40              | 8              | 6.                  | 30                  |                 | -20             | 17.             | 34           | 17.     | [ 7 ]  |

### Lekkoatletyka
Konkurencje biegowe
| Zawodnik                   | Konkurencja       | Eliminacje | Eliminacje | Półfinał | Półfinał | Finał   | Finał   | Źródło |
| Zawodnik                   | Konkurencja       | Wynik      | Miejsce    | Wynik    | Miejsce  | Wynik   | Miejsce | Źródło |
| -------------------------- | ----------------- | ---------- | ---------- | -------- | -------- | ------- | ------- | ------ |
| Gediminas Truskauskas      | 200 m (m)         | 21,02      | 5.         | NQ       | NQ       | NQ      | NQ      | [ 8 ]  |
| Marius Žiūkas              | chód na 20 km (m) | N/A        | N/A        | N/A      | N/A      | 1:27:35 | 33.     | [ 9 ]  |
| Arturas Mastianica         | chód na 50 km (m) | N/A        | N/A        | N/A      | N/A      | 4:06:43 | 31.     | [ 10 ] |
| Agnė Šerkšnienė            | 400 m (k)         | 52,78      | 6.         | NQ       | NQ       | NQ      | NQ      | [ 11 ] |
| Brigita Virbalyte-Dimšiene | chód na 20 km (k) | N/A        | N/A        | N/A      | N/A      | 1:35:56 | 26.     | [ 12 ] |

Konkurencje techniczne
| Zawodnik           | Konkurencja        | Kwalifikacje | Kwalifikacje | Finał | Finał   | Źródło |
| Zawodnik           | Konkurencja        | Wynik        | Miejsce      | Wynik | Miejsce | Źródło |
| ------------------ | ------------------ | ------------ | ------------ | ----- | ------- | ------ |
| Andrius Gudžius    | rzut dyskiem (m)   | 65,94        | 2.           | 64,11 | 6.      | [ 13 ] |
| Edis Matusevičius  | rzut oszczepem (m) | 81,24        | 14.          | NQ    | NQ      | [ 14 ] |
| Adrijus Glebauskas | skok wzwyż (m)     | 2,17         | 26.          | NQ    | NQ      | [ 15 ] |
| Airinė Palšytė     | skok wzwyż (k)     | 1,86         | 28.          | NQ    | NQ      | [ 16 ] |
| Liveta Jasiūnaitė  | rzut oszczepem (k) | 61,96        | 8.           | 60,06 | 7.      | [ 17 ] |
| Diana Zagainova    | trójskok (k)       | 13,10        | 28.          | NQ    | NQ      | [ 18 ] |

### Pięciobój nowoczesny
| Zawodnik              | Konkurencja | Szermierka      | Szermierka | Szermierka | Pływanie | Pływanie | Pływanie | Jazda konna | Jazda konna | Kombinacja: strzelanie/bieg przełajowy | Kombinacja: strzelanie/bieg przełajowy | Kombinacja: strzelanie/bieg przełajowy | Suma punktów | Pozycja | Źródło |
| Zawodnik              | Konkurencja | Wynik (wygrane) | M.         | Punkty     | Czas     | M.       | Punkty   | M.          | Punkty      | Czas                                   | M.                                     | Punkty                                 | Suma punktów | Pozycja | Źródło |
| --------------------- | ----------- | --------------- | ---------- | ---------- | -------- | -------- | -------- | ----------- | ----------- | -------------------------------------- | -------------------------------------- | -------------------------------------- | ------------ | ------- | ------ |
| Laura Asadauskaitė    | kobiety     | 15              | 25.        | 192        | 2:17,21  | 25.      | 276      | 1.          | 300         | 11:38,37                               | 1.                                     | 602                                    | 1370         | srebro  | [ 19 ] |
| Gintare Venčkauskaite | kobiety     | 12              | 34.        | 173        | 2:18,37  | 30.      | 274      | 2.          | 300         | 11:44,37                               | 2.                                     | 596                                    | 1343         | 7.      | [ 19 ] |
| Justinas Kinderis     | mężczyźni   | 24              | 3.         | 246        | 2:02,84  | 18.      | 305      | 31.         | 247         | 11:22,82                               | 18.                                    | 618                                    | 1416         | 18.     | [ 20 ] |

### Pływanie
| Zawodnik                                                           | Konkurencja                     | Eliminacje | Eliminacje | Półfinał | Półfinał | Finał   | Finał   | Źródło               |
| Zawodnik                                                           | Konkurencja                     | Czas       | Miejsce    | Czas     | Miejsce  | Czas    | Miejsce | Źródło               |
| ------------------------------------------------------------------ | ------------------------------- | ---------- | ---------- | -------- | -------- | ------- | ------- | -------------------- |
| Danas Rapšys                                                       | 200 m dowolnym (m)              | 1:45,84    | 9.         | 1:45,32  | 4.       | 1:45,78 | 8.      | [ 21 ] [ 22 ] [ 23 ] |
| Danas Rapšys                                                       | 400 m dowolnym (m)              | 3:46,32    | 13.        | N/A      | N/A      | NQ      | NQ      | [ 24 ]               |
| Danas Rapšys                                                       | 200 m zmiennym (m)              | 1:59,90    | 33.        | NQ       | NQ       | NQ      | NQ      | [ 25 ]               |
| Andrius Šidlauskas                                                 | 100 m klasycznym (m)            | 59,46      | 13.        | 59,82    | 14.      | NQ      | NQ      | [ 26 ] [ 27 ]        |
| Giedrius Titenis                                                   | 100 m klasycznym (m)            | 1:00,92    | 36.        | NQ       | NQ       | NQ      | NQ      | [ 26 ] [ 27 ]        |
| Andrius Šidlauskas                                                 | 200 m klasycznym (m)            | 2:09,56    | 13.        | 2:10,69  | 16.      | NQ      | NQ      | [ 28 ] [ 29 ]        |
| Danas Rapšys Andrius Šidlauskas Deividas Margevičius Simonas Bilis | sztafeta 4 × 100 m zmiennym (m) | DSQ        | DSQ        | DSQ      | DSQ      | DSQ     | DSQ     | [ 30 ]               |
| Kotryna Teterevkova                                                | 100 m klasycznym (k)            | 1:06,82    | 15.        | 1:07,39  | 14.      | NQ      | NQ      | [ 31 ] [ 32 ]        |
| Kotryna Teterevkova                                                | 200 m klasycznym (k)            | 2:26,82    | 23.        | NQ       | NQ       | NQ      | NQ      | [ 33 ]               |

### Podnoszenie ciężarów
| Zawodnik       | Konkurencja      | Rwanie | Rwanie  | Podrzut | Podrzut | Razem  | Pozycja | Źródło |
| Zawodnik       | Konkurencja      | Wynik  | Pozycja | Wynik   | Pozycja | Razem  | Pozycja | Źródło |
| -------------- | ---------------- | ------ | ------- | ------- | ------- | ------ | ------- | ------ |
| Arnas Šidiškis | -109 kg mężczyzn | 156 kg | 13.     | 187 kg  | 11.     | 343 kg | 11.     | [ 34 ] |

### Strzelectwo
| Zawodnik        | Konkurencja                         | Kwalifikacje | Kwalifikacje | Finał | Finał   | Źródło |
| Zawodnik        | Konkurencja                         | Wynik        | Pozycja      | Wynik | Pozycja | Źródło |
| --------------- | ----------------------------------- | ------------ | ------------ | ----- | ------- | ------ |
| Karolis Girulis | karabin pneumatyczny (m)            | 624,3        | 28.          | NQ    | NQ      | [ 35 ] |
| Karolis Girulis | karabin małokalibrowy 3 postawy (m) | 1163-50x     | 25.          | NQ    | NQ      | [ 36 ] |

### Wioślarstwo
| Zawodnik                                                                     | Konkurencja | Eliminacje | Eliminacje | Repasaż | Repasaż | Ćwierćfinały | Ćwierćfinały | Półfinały            | Półfinały | Finał           | Finał      | Miejsce | Źródło |
| Zawodnik                                                                     | Konkurencja | Czas       | M.         | Czas    | M.      | Czas         | M.           | Czas                 | M.        | Czas            | M.         | Miejsce | Źródło |
| ---------------------------------------------------------------------------- | ----------- | ---------- | ---------- | ------- | ------- | ------------ | ------------ | -------------------- | --------- | --------------- | ---------- | ------- | ------ |
| Mindaugas Griškonis                                                          | M1x         | 7:05,88    | 2.         | N/A     | N/A     | 7:16,71      | 3.           | 6:45,90 Półfinał A/B | 3.        | 6:57,60 Finał A | 6.         | 6.      | [ 37 ] |
| Saulius Ritter Aurimas Adomavičius                                           | M2x         | 6:23,08    | 4.         | 6:27,36 | 2.      | N/A          | N/A          | 6:34,04              | 6.        | 6:20,87 Finał B | 6.         | 12.     | [ 38 ] |
| Armandas Kelmelis Martynas Džiaugys Dovydas Nemeravičius Dominykas Jančionis | M4x         | 6:03,07    | 5.         | 6:14,73 | 6.      | N/A          | N/A          | N/A                  | N/A       | 5:51,64         | 5. Finał B | 10.     | [ 39 ] |
| Donata Vištartaitė Milda Valčiukaitė                                         | W2x         | 6:50,38    | 2.         | N/A     | N/A     | N/A          | N/A          | 7:11,29              | 3.        | 6:47,44         | 4. Finał A | 4.      | [ 40 ] |

### Zapasy
| Zawodnik          | Konkurencja                     | Kwalifikacje     | 1/8              | Ćwierćfinał      | Półfinał         | Repesaż 1        | Finał            | Finał   | Źródło |
| Zawodnik          | Konkurencja                     | Przeciwnik Wynik | Przeciwnik Wynik | Przeciwnik Wynik | Przeciwnik Wynik | Przeciwnik Wynik | Przeciwnik Wynik | Pozycja | Źródło |
| ----------------- | ------------------------------- | ---------------- | ---------------- | ---------------- | ---------------- | ---------------- | ---------------- | ------- | ------ |
| Mantas Knystautas | -130 kg mężczyzn styl klasyczny | N/A              | Kayaalp P 1-5    | NQ               | NQ               | NQ               | NQ               | 10.     | [ 41 ] |

### Żeglarstwo
| Zawodnik            | Konkurencja  | Wyścig | Wyścig | Wyścig | Wyścig | Wyścig | Wyścig | Wyścig | Wyścig | Wyścig | Wyścig | Wyścig | Wyścig | Wyścig | Punkty | Finałowa pozycja | Źródło |
| Zawodnik            | Konkurencja  | 1      | 2      | 3      | 4      | 5      | 6      | 7      | 8      | 9      | 10     | 11     | 12     | M*     | Punkty | Finałowa pozycja | Źródło |
| ------------------- | ------------ | ------ | ------ | ------ | ------ | ------ | ------ | ------ | ------ | ------ | ------ | ------ | ------ | ------ | ------ | ---------------- | ------ |
| Viktorija Andrulytė | Laser Radial | 38     | 10     | 29     | 24     | 26     | 19     | 23     | 27     | 33     | 3      | N/A    | N/A    | NQ     | 194    | 25.              | [ 42 ] |
| Juozas Bernotas     | RS:X         | 23     | 11     | 12     | 15     | 26 DNF | 10     | 12     | 18     | 13     | 12     | 14     | 5      | NQ     | 145    | 15.              | [ 43 ] |

M – Wyścig medalowy